# La Peña (Salas)
La Peña es un lugar español de la parroquia de Ardesaldo, perteneciente al municipio de Salas, en la comunidad autónoma de Asturias.

## Historia
Hacia mediados del siglo XIX, el lugar ya pertenecía a la parroquia de Ardesaldo del municipio de Salas. En 2023, la entidad singular de población de La Peña tenía empadronados 27 habitantes, todos ellos en diseminado.